# Condado de Salazar de Velasco
El condado de Salazar de Velasco es un título nobiliario español creado el 26 de febrero de 1592 por el rey Felipe II, con la denominación de «condado de Salazar», en favor de Bernardino Fernández de Velasco, conde de Castilnovo y presidente de la Real Hacienda.
En 1993 fue rehabilitado por el rey Juan Carlos I en favor de Ángela María Téllez-Girón y Duque de Estrada y poco después su denominación cambió a «Salazar de Velasco», a fin de distinguirlo del condado de Salazar creado en 1830 para Luis María de Salazar y Salazar.

## Condes de Salazar y Velasco
|                                  | Titular                                                     | Periodo                |
| Creación por Felipe II           | Creación por Felipe II                                      | Creación por Felipe II |
| Condes de Salazar                | Condes de Salazar                                           | Condes de Salazar      |
| -------------------------------- | ----------------------------------------------------------- | ---------------------- |
| I                                | Bernardino Fernández de Velasco                             | 1592-1621              |
| II                               | Luis de Velasco y Aragón                                    | 1621-1625              |
| III                              | Jacinto de Velasco y Hénin                                  | 1625-1632              |
| IV                               | Felipe Alberto de Velasco y Hénin                           | 1632-1637              |
| V                                | Juan de Velasco y Hénin                                     | 1637-1678              |
| VI                               | Juan de Velasco y Licques                                   | 1678-¿?                |
| VII                              | María Antonia de Velasco e Ibáñez de Segovia                | ¿?-¿?                  |
| VIII                             | Bernardino Fernández de Velasco y Tovar                     | ¿?-1727                |
| IX                               | Agustín Fernández de Velasco y Bracamonte                   | 1727-1741              |
| X                                | Bernardino Fernández de Velasco y Pimentel                  | 1741-1771              |
| XI                               | Martín Fernández de Velasco y Pimentel                      | 1771-1776              |
| XII                              | Diego Fernández de Velasco                                  | 1771-1811              |
| XIII                             | Bernardino Fernández de Velasco Pacheco y Téllez-Girón      | 1811-1851              |
| XIV                              | José María Bernardino Silverio Fernández de Velasco y Jaspe | 1851-1888              |
| XV                               | Bernardino Fernández de Velasco Pacho y Balfé               | ¿?-1916                |
| XVI                              | Victoria Fernández de Velasco y Knowles                     | ¿?-¿?                  |
| Rehabilitación por Juan Carlos I |                                                             |                        |
| Condes de Salazar de Velasco     |                                                             |                        |
| XVII                             | Ángela María Téllez-Girón y Duque de Estrada                | 1993-1995              |
| XVIII                            | María Asunción Latorre y Téllez-Girón                       | 1995-hoy               |

## Historia de los condes de Salazar de Velasco
- Bernardino Fernández de Velasco (m. 29 de marzo de 1621), I conde de Salazar de Velasco, III conde de Castilnovo, señor de Castelgeriego, Salazar, Sotos Gordos, Amaya y Revilla, caballero de la Orden de Santiago y comendador de los Bastimeatos en la orden, mayordomo de Felipe III, presidente del Consejo de Hacienda de Castilla (1618-1621), veedor general de las guardias viejas de Castilla.[3] Era hijo de Juan de Velasco y Velázquez de Velasco, mayordomo de la reina, y de Beatriz de Velasco y Castilla, hija de Luis de Velasco y Ruiz de Alarcón, virrey de la Nueva España.

Casó con María Lasso de Castilla. Le sucedió su hermano:
- Luis de Velasco y Aragón (1559-1625), II conde de Salazar de Velasco, IV conde de Castilnovo, I marqués de Belveder, IV conde de Castilnovo, caballero del Toisón de Oro (1622) y de Santiago, comendador de Calzadilla en la orden (1596), comendador de Valencia del Ventoso (1607), capitán de infantería española, general de artillería, capitán general de caballería, consejero de Estado.[3]

Casó con Anne d'Henin-Liétard y Alsacia. Le sucedió su hijo:
- Jacinto de Velasco y Hénin (m. 23 de julio de 1632), III conde de Salazar de Velasco, II marqués de Belveder, V conde de Castilnovo, caballero de la Orden de Santiago y comendador de Beas por la misma orden, mariscal de campo de la infantería española.[3]

Le sucedió su hermano:
- Felipe Alberto de Velasco y Hénin (m. 18 de mayo de 1637), IV conde de Salazar de Velasco, III marqués de Belveder, VI conde de Castilnovo.[3]

Le sucedió su hermano:
- Juan de Velasco y Hénin (Bruselas, 1609-Ámberes, 5 de mayo de 1678), V conde de Salazar de Velasco, IV marqués de Belveder, VII conde de Castilnovo, capitán general de la artillería (1658-1674), caballero del Toisón de Oro, señor de Villalba y del castillo de Serugo, capitán de caballería, mariscal de campo de infantería española, teniente general de la caballería en Flandes, castellano de las fortalezas de Gante (1650-1653), Cambrai (1653-1658) y Ámberes (1674-1678).[3]

Casó con Ana María de Licques y Recourt (m. 1682), dama de la infanta de España. Le sucedió su hijo:
- Juan de Velasco y Licques, VI conde de Salazar de Velasco, V marqués de Belveder (por cesión paterna), VIII conde de Castilnovo, caballero de Santiago, maestre de campo de infantería española, teniente general de la caballería del ejército de Flandes (1679).[3]

Casó con Micaela Ibáñez de Leguizamón e Isasi, III marquesa de Gramosa. Le sucedió su hija:
- María Antonia de Velasco e Ibáñez de Segovia, VII condesa de Salazar de Velasco, IV marquesa de Gramosa, VI marquesa de Belveder, IX condesa de Castilnovo.[3]

Casó con su tío Juan de Idiáquez y Eguía, I duque de Granada de Ega, comendador de la Orden de Santiago, sargento mayor de los Reales Ejércitos, sumiller de corps del infante Fernando. Le sucedió:
- Bernardino Fernández de Velasco y Tovar (1685-25 de abril de 1727), VIII conde de Salazar de Velasco, IX duque de Frías, XIII conde de Haro, IX marqués de Berlanga, VI marqués de Jódar, señor de Velasco, Tovar, el valle de Soba y Ruesga, Briviesca y Belorado.[4]

Casó en abril de 1704 con María Petronila Rosa de Toledo y Portugal. Le sucedió:
- Agustín Fernández de Velasco y Bracamonte (Madrid, baut. 1 de noviembre de 1669-24 de agosto de 1741), IX conde de Salazar de Velasco, X duque de Frías, XIV conde de Haro, XI conde de Castilnovo, III marqués del Fresno, VI conde de Peñaranda de Bracamonte, comendador de Portezuelo, gentilhombre de cámara del rey, sumiller de corps de los reyes Felipe V, Luis I y Fernando VI.[4]

Casó con Manuela Pimentel y Zúñiga (m. 1742), hija de Francisco Casimiro Antonio Pimentel de Quiñones y Benavides, IX duque de Benavente, XIII conde de Mayorga, XI conde de Luna etc., y su esposa Teresa Sarmiento de la Cerda. Le sucedió su hijo:
- Bernardino Fernández de Velasco y Pimentel (m. 1771), X conde de Salazar de Velasco, XI duque de Frías, XV conde de Haro, VII conde de Peñaranda de Bracamonte, XV conde de Alba de Liste, IV vizconde de Sauquillo, XVII conde de Luna, IV marqués de Cilleruelo.[5]

Casó en 1728 con María Josefa Pacheco y Téllez Girón (1707-1786), hija de Manuel Gaspar Alonso Pacheco Téllez-Girón y Sandoval, V duque de Uceda, y su esposa Josefa Antonia María Álvarez de Toledo-Portugal y Pacheco. Le sucedió su hermano:
- Martín Fernández de Velasco y Pimentel (1729-17 de marzo de 1776), XI conde de Salazar de Velasco, XII duque de Frías, XVI conde de Haro, V marqués del Fresno, IV duque de Arión, XVI conde de Alba de Liste, V marqués de Cilleruelo, grande de España.[5]

Casó con Isabel María Spinola y Spínola (m. 1801), XVI condesa de Siruela, V duquesa de San Pedro de Galatino, grande de España. Le sucedió su sobrino nieto:
- Diego Fernández de Velasco(Madrid, 8 de noviembre de 1754-París, 11 de febrero de 1811), XII conde de Salazar de Velasco, VIII duque de Uceda, XIII duque de Frías, XIII duque de Escalona, X marqués de Frómista, VIII marqués de Belmonte, VIII marqués de Caracena, XIII marqués de Berlanga, IX marqués de Toral, VI marqués de Cilleruelo, XII marqués de Jarandilla, XIII marqués de Villena, VIII conde de Pinto, VII marqués del Fresno, X marqués de Frechilla y Villarramiel, X marqués del Villar de Grajanejos, XVII conde de Haro, XVII conde de Castilnovo, XIX conde de Luna, VII conde de la Puebla de Montalbán, IX conde de Peñaranda de Bracamonte, XV conde de Fuensalida, IX conde de Colmenar de Oreja, XV conde de Oropesa, XIV conde de Alcaudete, XIV conde de Deleytosa, XVII conde de Alba de Liste, caballero de la Orden del Toisón de Oro y de la Orden de Santiago.[5]

Casó el 17 de julio de 1780, en Madrid, con Francisca de Paula de Benavides y Fernández de Córdoba (1757-1827), hija de Antonio de Benavides y de la Cueva, II duque de Santisteban del Puerto etc. Le sucedió su hijo:
- Bernardino Fernández de Velasco Pacheco y Téllez-Girón (20 de junio de 1783-28 de mayo de 1851), XIII conde de Salazar de Velasco, IX duque de Uceda, XIV duque de Frías, XIV duque de Escalona, IX marqués de Belmonte, XI marqués de Frómista, IX marqués de Caracena, XIV marqués de Berlanga, X marqués de Toral, XIV marqués de Villena, IX conde de Pinto, VIII marqués del Fresno, XIII marqués de Jarandilla, XI marqués de Frechilla y Villarramiel, XI marqués del Villar de Grajanejos, XVIII conde de Haro, XVIII conde de Castilnovo, XVIII conde de Alba de Liste, XX conde de Luna, VIII conde de la Puebla de Montalbán, X conde de Peñaranda de Bracamonte, XVI conde de Fuensalida, X conde de Colmenar de Oreja, XVI conde de Oropesa, XV conde de Alcaudete, XV conde de Deleytosa, caballero del Toisón de Oro y de la Orden de Calatrava, embajador en Londres, consejero de Estado durante el Trienio Liberal (1820-1823), enviado a París en 1834 como representante especial en la negociación y firma de la Cuádruple Alianza, presidente del gobierno (1838).[7]

Casó en primeras nupcias en 1802 con María Ana Teresa de Silva Bazán y Waldstein (m. 1805), hija de  José Joaquín de Silva Bazán y Sarmiento, IX marqués de Santa Cruz, X marqués del Viso, VII y último marqués de Bayona, VI marqués de Arcicóllar, conde de Montauto, y conde de Pie de Concha. Sin descendientes de este matrimonio.
Casó en segundas nupcias con María de la Piedad Roca de Togores y Valcárcel (1787-1830), hija de Juan Nepomuceno Roca de Togores y Scorcia, I conde de Pinohermoso, XIII barón de Riudoms.
Casó en terceras nupcias (matrimonio desigual, post festam, legitimando la unión de hecho) con Ana Jaspe y Macías (m. 1863).
Le sucedió, de su tercer matrimonio, su hijo:
- José María Bernardino Silverio Fernández de Velasco y Jaspe (París, 20 de junio de 1836-20 de mayo de 1888), XIV conde de Salazar de Velasco, XV duque de Frías, XX conde de Haro, XVII conde de Fuensalida, XVII conde de Oropesa, X marqués de Belmonte, XV marqués de Berlanga, XI marqués de Toral, X marqués de Caracena, IX marqués del Fresno, XII marqués de Frómista, XII marqués de Frechilla y Villamarriel, XIV marqués de Jarandilla, XII marqués de Villar de Grajanejos, XVI conde de Alcaudete, XVI conde de Deleytosa, XXII conde de Luna, XI conde de Colmenar de Oreja, caballero de la Real Maestranza de Sevilla, XII conde de Peñaranda de Bracamonte.[10]

Casó en primeras nupcias en 1864 con Victoria Balfe (1837-1871), cantante de ópera, y en segundas nupcias, en 1880, con María del Carmen Pignatelli de Aragón y Padilla (n. 1855). Le sucedió su hijo:
- Bernardino Fernández de Velasco Pacho y Balfé (Madrid, 1866-3 de diciembre de 1916), XV conde de Salazar de Velasco, XVI duque de Frías, XXI conde de Haro, XI marqués de Belmonte, XI marqués de Caracena, XIII marqués de Frechilla y Villarramiel, XV marqués de Jarandilla, XIII marqués de Villar de Grajanejos, XVII conde de Alcaudete, XVII conde de Deleytosa, XII conde de Colmenar de Oreja.[10]

Casó en 1892 con Mary Boleyn Cecilia Knowles (n. 1866). Le sucedió su hija:
- Victoria Fernández de Velasco y Knowles, XVI condesa de Salazar de Velasco, XII marquesa de Caracena, XIV marquesa de Frechilla y Villarramiel, XII marquesa de Belmonte, XVI marquesa de Jarandilla, XIV marquesa de Villar de Grajanejos, XVIII condesa de Alcaudete, XIII condesa de Colemar de Oreja, XVIII condesa de Deleytosa.[10]

El 22 de enero de 1993 (BOE del 1 de febrero) el título fue rehabilitado en favor de:
- Ángela María Téllez-Girón y Duque de Estrada (Pizarra, Málaga, 7 de febrero de 1925-Sevilla, 29 de mayo de 2015), XVII condesa de Salazar de Velasco, XVI duquesa de Osuna, XVI marquesa de Villafranca del Bierzo, XX condesa de Ureña, XIV duquesa de Uceda, XX condesa-XVII duquesa de Benavente, XVI duquesa de Arcos, XIX duquesa de Gandía, XVIII marquesa de Lombay, XX duquesa de Medina de Rioseco, XVI condesa de Peñaranda de Bracamonte, XIII condesa de Pinto, XIII condesa de la Puebla de Montalbán, IX duquesa de Plasencia, XVII marquesa de Frechilla y Villarramiel, XX condesa de Oropesa, XIV marquesa de Toral, XXI condesa de Alcaudete, XVIII marquesa de Berlanga, XIII marquesa de Belmonte, XIII marquesa de Jabalquinto, XVII marquesa de Jarandilla, XIV marquesa de Villar de Grajanejos, XV marquesa de Frómista, XIX duquesa de Escalona, XX condesa de Fuensalida, dama de la Real Maestranza de Caballería de Zaragoza y de la de Valencia, Gran Cruz de la Orden Constantiniana de San Jorge, de la Orden de Malta, de la Orden del Santo Cáliz de Valencia y de la Real Asociación de Hidalgos a Fuero de España.[12][13]

Casó en 1946 en primeras nupcias, en Espejo (Córdoba), con Pedro de Solís-Beaumont y Lasso de la Vega (1916-1959), caballero maestrante de Sevilla, y en segundas, en 1963, con José María de Latorre y Montalvo (1922-1991), VII marqués de Montemuzo, VIII marqués de Alcántara del Cuervo. El 30 de marzo de 1995, previa orden del 19 de diciembre de 1994 para que se expida la correspondiente carta de sucesión, le sucedió, por cesión, su hija:
- María Asunción Latorre y Téllez-Girón, XVIII condesa de Salazar de Velasco, XXI duquesa de Medina de Rioseco.[14]

Casó en junio de 1997 con Cristóbal de Castillo e Ybarra.